# Ao Deus das Causas Impossíveis
Ao Deus das Causas Impossíveis é um álbum de estúdio do grupo Apascentar de Louvor, com produção musical de Kleyton Martins e lançado em dezembro de 2011 pela gravadora Apascentar Music.

## Antecedentes
Em dezembro de 2009, os conflitos judiciais entre os membros do Trazendo a Arca e Toque no Altar foram encerrados após um perdão entre ambas as partes. Com isso, Davi Sacer e Luiz Arcanjo passaram a ser os detentores da marca Toque no Altar, enquanto Davi e Verônica Sacer aproveitaram para frequentar cultos no Ministério Apascentar. A reaproximação com a antiga igreja fez com que o casal começasse a cogitar um retorno definitivo à instituição. Em abril de 2010, decidido, Davi Sacer concluiu que deixaria o Trazendo a Arca e, em carreira solo, voltaria a ser um membro do Ministério Apascentar.
Em entrevista ao Super Gospel em 2011, Sacer disse que tinha se arrependido pelos conflitos que tinha se envolvido publicamente em 2007 com a saída da igreja:
Sim, depois destas experiências, ficou claro para mim que não devemos nunca decidir algo sobre pressão ou conflito. Com certeza, se fosse hoje, eu agiria de uma forma sensata e não teria saído do Ministério Apascentar. Eu e minha esposa Verônica lidamos com isto com oração e tendo sempre em mente que a vontade de Deus sempre seria nossa opção.

## Gravação
O disco caracteriza o cantor Davi Sacer como vocalista pela primeira vez em um registro inédito desde Olha pra Mim (2006), mas como uma participação especial. Segundo ele, a banda estava sem vocalista e Marcus Gregório, líder do Ministério Apascentar, convidou-o para gravar um disco com o grupo. Nove músicas são da autoria de Sacer. Sua esposa e também ex-integrante da banda, Verônica Sacer, canta sozinha na música "Fonte".

## Lançamento e recepção
| Críticas profissionais | Críticas profissionais |
| Avaliações da crítica  | Avaliações da crítica  |
| Fonte                  | Avaliação              |
| ---------------------- | ---------------------- |
| Super Gospel           | (misto)                |

Por se assemelhar aos discos solo de Davi Sacer, Ao Deus das Causas Impossíveis recebeu críticas mistas da mídia especializada. Para Roberto Azevedo, "o projeto peca pelas poucas novidades".

## Faixas
| Nº | Titulo                           | Compositor                                   |
| -- | -------------------------------- | -------------------------------------------- |
| 01 | "Meu Lugar é no Altar"           | Davi Fernandes / Renato Cesar                |
| 02 | "Eu Sou a Resposta"              | Davi Sacer / Davi Fernandes / Diego Vianna   |
| 03 | "Canto Para Ti"                  | Davi Sacer / Davi Fernandes / Renato Barreto |
| 04 | "Espaço Pra Deus"                | Davi Sacer / Luiz Moreira                    |
| 05 | "DNA"                            | Davi Fernandes / Renato Cesar                |
| 06 | "Fonte"                          | Davi Sacer / Davi Fernandes / Renato Cesar   |
| 07 | "Não Deixe Morrer"               | Davi Sacer / Renato Cesar                    |
| 08 | "Preludio (Pr. Marcus Gregório)" | Marcus Gregório                              |
| 09 | "Ao Deus das Causas Impossíveis" | Davi Sacer / Baketa / Diego Vianna           |
| 10 | "Esperança Outra Vez"            | Davi Fernandes / Renato Cesar                |
| 11 | "Além da Tempestade"             | Davi Sacer / Diego Vianna                    |
| 12 | "Alcançar Teu Coração"           | TBA                                          |
| 13 | "Não Há Outro Nome"              | Davi Fernandes / Renato Cesar                |
| 14 | "É Possível"                     | Davi Sacer / Diego Vianna                    |
| 15 | "Mudou"                          | Kaka / Davi Sacer                            |